# Janine Despinette
Janine Despinette, née Janine Constantin le 30 mai 1926 à Aix-les-Bains et morte le 25 juillet 2020 à Suresnes, est une critique spécialisée et chercheuse française en littérature jeunesse,. Elle est à l'origine de plusieurs associations visant l'analyse et la promotion de la littérature jeunesse, ainsi que du site de référence Ricochet. Elle a développé le concept de « littérature en couleurs », et accordé aux images une importance similaire à celle du texte dans la narration et l'appréciation des effets d'un ouvrage sur le lecteur.

## Biographie

### Enfance et jeunesse savoyardes
Janine Constantin grandit dans la vallée de la Maurienne, dans une famille bourgeoise. Sa mère décède dans son enfance. Son père est Cyril Constantin, un artiste peintre, joaillier et inventeur de la cyrillovision une technique de projection de lumières colorées aléatoires. Elle est élève dans une institution privée catholique. Adolescente, elle est cheftaine de louveteaux aux Éclaireurs de France, association de scoutisme laïque. Entre ses 16 et 19 ans, durant la seconde guerre mondiale, sa grande taille lui permet de passer le brevet d’infirmière de la Croix-Rouge et d'être infirmière dans la Résistance et l'Armée de terre française, jusqu’à la Libération. Elle exerce en zone sud, et soigne notamment les blessés des batailles du Monte Cassino,.

### Années de formation sous le signe de l'Europe
Après la guerre, elle déménage à Paris et devient membre des Camarades de la liberté, un mouvement d'éducation populaire créé en 1945 par des anciens résistants, dont Émile Noël. Elle y rencontre Jean-Marie Despinette, un des principaux artisans des Compagnons de France, passé par l'école d'Uriage, qu'elle épouse en 1948. En 1947, via les Camarades de la liberté, elle fait partie de l'équipe de l'aventure européenne du Train-exposition de la jeunesse, une manifestation itinérante dans plusieurs pays d'Europe autour de la condition sociale des jeunes et leurs aspirations, placée sous le patronage de Léon Blum, Vincent Auriol et Robert Schuman,. Elle voyage ensuite en Europe avec Jean-Marie Despinette, et assiste à la naissance de la Bibliothèque internationale de la jeunesse à Munich en 1949.
En 1951, elle participe aux Rencontres de la Jeunesse à la Lorelei, qui rassemblent plusieurs milliers de jeunes autour d'un programme de manifestations culturelles pour célébrer la diversité et la fraternité européenne. Ces Rencontres, comme le Train-exposition, la marquent durablement.

### Critique de littérature jeunesse
Après ces années de formation, elle reprend au début des années 1950 des études, suit notamment les cours du Syndicat des éditeurs de la presse magazine, s’inscrit à l’École pratique des hautes études, ainsi qu'au Centre de psychologie comparative d'Ignace Meyerson, dont elle devient l'élève et aux côtés de qui elle fait de la recherche jusqu'en 1983,.
À partir de 1951, elle entame une carrière de critique de littérature jeunesse, tirant de son expérience aux Éclaireurs de France et aux Camarades de la Liberté, un goût marqué pour les livres pour enfants. À cette époque, la littérature d'enfance et de jeunesse se développe et se renouvelle fortement, et le métier de critique y émerge progressivement. Janine Despinette commence cette activité dans la revue Educateurs publiée chez Fleurus, qui propose des études psychologiques et sociologiques sur la jeunesse et des réflexions pédagogiques centrées sur l’Éducation nouvelle. Elle poursuit cette activité intensément pendant trois décennies, et tient des rubriques dans de nombreux journaux et revues.
Elle fait partie des pionniers dans ce domaine de la critique spécialisée en littérature jeunesse, aux côtés de Natha Caputo, Marc Soriano, ou Mathilde Leriche, dans le contexte d'une « attention nouvelle portée à l'enfance et à l'éducation, tant au niveau idéologique qu'institutionnel ».
Elle contribue au fil des années à plusieurs expositions autour de la littérature jeunesse: en 1977, Visages d’Alice ou les illustrateurs d’Alice au Centre Pompidou; en 1984, l'exposition itinérante La Littérature en couleurs organisée avec François Ruy-Vidal autour de vingt d'innovation dans les albums jeunesse; en 1993, Imaginaires des illustrateurs européens, également au Centre Pompidou.

#### Création et animation de Loisirs jeunes
Elle participe en 1951, avec son mari, à la création de l'association Loisirs Jeunes, qui publie jusqu'en 1988 un hebdomadaire du même nom sur les loisirs culturels et éducatifs à l’attention des familles, et offre un panorama des créations pour la jeunesse. Elle y est au fil des années responsable des rubriques Arts, Expositions et Livres et y publie plus de 1000 critiques au cours de sa carrière. Elle y envisage dès 1954 le succès à venir de la science-fiction chez le public adolescent.
Elle anime la revue, qui contribue à l'évolution du secteur de la littérature jeunesse, en créant par exemple en 1960 des Diplômes Loisirs Jeunes, très populaires, afin de récompenser la création et de faire évoluer la production des biens culturels de l’enfance. En 1968, la revue élargit son panorama à la littérature pour les tout-petits avec une rubrique consacrée aux albums, auxquels Janine Despinette consacre par la suite l'essentiel de son attention.

#### Fondation du CRILJ puis du CIELJ
En 1965, elle participe à la création du Centre de recherche et d’information sur la littérature pour la jeunesse (CRILJ), avec Natha Caputo, Isabelle Jan, Mathilde Leriche, Marc Soriano et Raoul Dubois. L'association ne prend réellement son essor qu'en 1974, à sa refondation, et se donne pour objectif d'associer des chercheurs issus de la psychologie, de la création artistique, de la sociologie ou des bibliothèques pour promouvoir la diffusion et l'étude de la littérature jeunesse et de son articulation avec les problématiques de société. Elle existe toujours.
En 1988, dans la continuation de l'association Loisirs Jeunes, elle crée avec Pierre Villière le Centre international d’études en littérature de jeunesse (CIELJ), qui édite la revue Octogonal (1993-2004) et décerne les Prix Octogone. Cette association a pour projet la mise en réseau des compétences de chercheurs au niveau international autour de la création pour la jeunesse, grâce aux nouvelles technologies de la communication et de l’information. Janine Despinette y apporte sa collection personnelle de livres jeunesse, constituée alors de plus de 40 000 titres,, celle-ci est mise à disposition au siège de l'association à Charleville-Mézières, choisie pour sa tradition du théâtre de marionnettes. Les travaux de l'association se portent autour de l'idée que le livre pour enfants - en réunissant des textes et des illustrations - peut être réinterprété sous d'autres formes artistiques, notamment numériques et théâtrales, et que celles-ci peuvent aider à étudier l’œuvre originale.

#### Création du site Ricochet
En 1992, au sein du CIELJ, Janine Despinette crée avec Henri Hudrisier, chercheur à l'université Paris 8, le site Ricochet (Réseau International de Communication entre Chercheurs), qui vise initialement à permettre, sous une même interface, l'accès aux données bibliographiques et documentaires en littérature jeunesse pour faciliter la mise en relation des chercheurs. À partir de 1996, il évolue vers une base de données ouverte consacrée à la culture et à la littérature jeunesse francophone, mêlant références et avis de lecture.
Ricochet est devenu le site de référence dédié à la littérature jeunesse francophone, et compte en 2008 plus de 34 000 pages. En 2012, il accueille quatre millions de visites par an. En 2012, à la suite de difficultés financières et faute de financements en France, le site est transféré à l'Institut suisse Jeunesse et Médias ISJM . Janine Despinette suit et valide ce transfert, réalisé sous la présidence de Étienne Delessert.

#### Participation à des organisations et jurys internationaux
En parallèle de son activité en France, Janine Despinette est présente au niveau international dans le domaine de la critique de la littérature jeunesse.
De 1984 à 1996, elle représente ainsi l'Union internationale pour les livres de jeunesse (IBBY)  auprès des instances de l’UNESCO.
Elle est membre et parfois présidente de nombreux jurys de sélection de prix littéraires ou graphiques comme la Biennale des illustrateurs de Bratislava, le Prix Hans-Christian-Andersen de IBBY, le Prix de la Biennale d’illustration internationale de Barcelone, le Prix européen Pier Paolo Vergerio et le Prix international Rolando Anzilotti en Italie.
Elle collabore à des revues dont History of Education and Children’s Literature ou Rassegna di Pedagogia.

## Travaux et œuvres

### La critique littéraire comme médiation indépendante
Janine Despinette considère le travail de critique comme une médiation, devant éviter l'écueil de la prescription. Disposant du « pouvoir de comparer », le critique a accès à une opinion plus nuancée, mais toujours subjective.
Elle s'attache à l'indépendance de l'activité de critique, à la fois par rapport aux éditeurs mais également par rapport aux modes : sa  participation à la création de structures rassemblant des critiques professionnels et des chercheurs (CILJ, CIELJ, Richochet) participe de la volonté d'autonomiser et de stimuler la libre critique de la création.

### La Littérature en couleurs, ou l'importance des œuvres graphiques
Le travail de Janine Despinette est marqué par l'importance qu'elle accorde aux albums et aux illustrations dans la littérature jeunesse, domaine dans lequel elle est précurseur, avec François Mathey, conservateur au Musée des arts décoratifs de Paris et Jeanne Cape, journaliste et auteur belge.
Dans les années 1960, elle est à l'origine du concept de « littérature en couleurs », s'agissant d’œuvres où la narration passe autant par le texte que par les images, et qu'elle rattache à des productions innovantes de maison d'éditions comme Delpire, l’Ecole des loisirs ou Harlin Quist. Elle estime que les images n'ont pas qu'une fonction didactique et « d’enjolivement » par rapport au texte, mais un effet direct sur le développement de la sensibilité artistique et esthétique des enfants,. Elle qualifie de « regardé intentionnel » l'expérience de l'enfant devant les images d'un album de qualité, expérience à laquelle il est difficile aux critiques et éducateurs d'accéder.
Pour le travail critique, elle postule que les images sont des « objets culturels représentatifs » permettant d'analyser l'évolution sociale, artistique et technologique d'une époque, ainsi que le contexte sociologique et topologique dans lequel s'inscrit l'illustrateur.
Elle critique le fait que la critique d'art ne s'intéresse que marginalement aux illustrations jeunesse, ainsi que la séparation entre art pur et illustration.

### Panoramas du secteur de la littérature jeunesse
Elle produit plusieurs travaux contribuant à un état des lieux du secteur de la littérature jeunesse.
L'ouvrage Enfants d'aujourd'hui, livres d'aujourd'hui, publié en 1973, brosse l'histoire de la littérature jeunesse, dresse un état de la production française en s'appuyant sur les critères de la Charte pour le livre d'enfant de l'UNESCO, et recense les instances médiatrices françaises et internationales. Il est considéré comme un ouvrage bibliographique de référence dans le domaine de la littérature jeunesse.
L'important article La littérature pour la jeunesse dans le monde: ses prix littéraires et leurs finalités, publié en 1984, constitue une recension et une analyse de tous les prix littéraires consacrés à la littérature pour la jeunesse dans le monde, et s'inscrit dans une dynamique de « conscience méta-critique émergente » dans le domaine de la critique de la littérature jeunesse. Janine Despinette y défend que les prix littéraires permettent d'analyser ce qui, en fonction de chaque époque et de chaque société, est considéré comme bon pour les enfants.

### Le Fonds Despinette
Le Fonds Despinette est issu de la collection personnelle de Janine Despinette. Il est constitué de près de 60 000 titres de littérature jeunesse ou relatifs à ce secteur, et est géré par l'Institut suisse Jeunesse et Médias ISJM, dans le cadre de la reprise en gestion du site Ricochet.

### Œuvres principales
- Janine Despinette, Enfants d'aujourd'hui, livres d'aujourd'hui, Casterman, 1972 (lire en ligne)
- Janine Despinette, « La littérature pour la jeunesse dans le monde: ses prix littéraires et leurs finalités », Enfance,‎ 1984, pp. 225-331 (ISSN 1969-6981, lire en ligne)
- Janine Despinette, Les Imagiers de la littérature en couleur et la Dame d'œuvres, à paraître.
- Ouvrage collectif, Visages d'Alice, ou, Les illustrateurs d'Alice, Paris, Gallimard Jeunesse, 1983, 128 p. (ISBN 2070510220)
- Despinette Jean-Marie (dir.), La littérature en couleurs, Production SPME, 1984
- Françoise Cruiziat, Janine Despinette, Emese Somody Cruiziat, Lis-moi ça !, Paris, Universitaires Eds, 1988, 208 p. (ISBN 2711303632)